# 하쿠이시
하쿠이시(일본어: 羽咋市)는 일본 호쿠리쿠 지방 서부 이시카와현에 있는 시이다.

## 지리
노토반도의 서쪽 부근에 위치하고 나나오시를 향해 늘어서 있는 오우치가타 지구대를 따라서 퍼져 있다. 서쪽은 동해와 접하고 지리하마로 불리는 모래사장이 남북으로 이어진다. 동쪽은 도야마현 히미시와 접한다. 북쪽은 하쿠이군 시카정, 가시마군 나카노토정과 접하고 남쪽은 하쿠이군 호다쓰시미즈정과 접한다.

## 역사
고대에는 노토국 하쿠이군의 땅이었으며 시내에는 노토국의 이치노미야인 게타타이샤(気多大社)와 야마부시산 고분(山伏山古墳)을 포함해 많은 사원과 고분이 있다.
- 1889년 4월 1일 - 정촌제 시행과 함께 하쿠이정이 탄생하였다.
- 1954년 11월 3일 - 하쿠이정을 포함한 1정 6촌이 합병해 하쿠이정이 되었다.
- 1956년 9월 1일 - 하쿠이정·오우치정과 가시마군의 2개 촌이 합병해 하쿠이정이 되었다.
- 1958년 7월 1일에 - 시로 승격해 하쿠이시가 되었다.

## 교통

### 철도
- 서일본 여객철도 나나오선

### 도로
- 국도 159호선
- 국도 249호선
- 국도 415호선
- 국도 471호선

## 인구
| 연도 | 인구   | ±%     |
| ---- | ------ | ------ |
| 1970 | 28,530 | —      |
| 1980 | 28,784 | +0.9%  |
| 1990 | 27,517 | −4.4%  |
| 2000 | 25,541 | −7.2%  |
| 2010 | 23,032 | −9.8%  |
| 2020 | 20,407 | −11.4% |

## 기후
| 하쿠이시의 기후                                              | 하쿠이시의 기후 | 하쿠이시의 기후 | 하쿠이시의 기후 | 하쿠이시의 기후 | 하쿠이시의 기후 | 하쿠이시의 기후 | 하쿠이시의 기후 | 하쿠이시의 기후 | 하쿠이시의 기후 | 하쿠이시의 기후 | 하쿠이시의 기후 | 하쿠이시의 기후 | 하쿠이시의 기후 |
| 월                                                           | 1월             | 2월             | 3월             | 4월             | 5월             | 6월             | 7월             | 8월             | 9월             | 10월            | 11월            | 12월            | 연간            |
| ------------------------------------------------------------ | --------------- | --------------- | --------------- | --------------- | --------------- | --------------- | --------------- | --------------- | --------------- | --------------- | --------------- | --------------- | --------------- |
| 역대 최고 기온 °C (°F)                                       | 18.1 (64.6)     | 21.9 (71.4)     | 25.2 (77.4)     | 29.9 (85.8)     | 30.5 (86.9)     | 34.4 (93.9)     | 36.7 (98.1)     | 39.6 (103.3)    | 38.1 (100.6)    | 32.3 (90.1)     | 24.8 (76.6)     | 22.1 (71.8)     | 39.6 (103.3)    |
| 일평균 최고 기온 °C (°F)                                     | 6.8 (44.2)      | 7.3 (45.1)      | 10.7 (51.3)     | 16.0 (60.8)     | 21.0 (69.8)     | 24.6 (76.3)     | 28.4 (83.1)     | 30.5 (86.9)     | 26.6 (79.9)     | 21.2 (70.2)     | 15.5 (59.9)     | 9.9 (49.8)      | 18.2 (64.8)     |
| 일일 평균 기온 °C (°F)                                       | 3.5 (38.3)      | 3.6 (38.5)      | 6.5 (43.7)      | 11.5 (52.7)     | 16.6 (61.9)     | 20.7 (69.3)     | 24.8 (76.6)     | 26.5 (79.7)     | 22.4 (72.3)     | 16.9 (62.4)     | 11.3 (52.3)     | 6.3 (43.3)      | 14.2 (57.6)     |
| 일평균 최저 기온 °C (°F)                                     | 0.5 (32.9)      | 0.2 (32.4)      | 2.3 (36.1)      | 7.1 (44.8)      | 12.5 (54.5)     | 17.4 (63.3)     | 21.9 (71.4)     | 23.1 (73.6)     | 18.9 (66.0)     | 12.8 (55.0)     | 7.2 (45.0)      | 2.8 (37.0)      | 10.6 (51.0)     |
| 역대 최저 기온 °C (°F)                                       | −6.5 (20.3)     | −6.5 (20.3)     | −4.5 (23.9)     | −1.3 (29.7)     | 3.1 (37.6)      | 9.5 (49.1)      | 15.3 (59.5)     | 16.0 (60.8)     | 9.4 (48.9)      | 3.5 (38.3)      | −0.1 (31.8)     | −4.2 (24.4)     | −6.5 (20.3)     |
| 평균 강수량 mm (인치)                                        | 212.7 (8.37)    | 129.6 (5.10)    | 129.3 (5.09)    | 122.5 (4.82)    | 127.4 (5.02)    | 156.4 (6.16)    | 225.8 (8.89)    | 188.7 (7.43)    | 195.3 (7.69)    | 153.1 (6.03)    | 205.3 (8.08)    | 264.6 (10.42)   | 2,110.7 (83.10) |
| 평균 강수일수 (≥ 1.0 mm)                                     | 23.7            | 18.3            | 15.8            | 11.9            | 10.6            | 10.9            | 12.3            | 9.3             | 11.7            | 12.9            | 16.9            | 23.4            | 177.7           |
| 평균 월간 일조시간                                           | 55.8            | 90.8            | 154.1           | 194.5           | 215.8           | 171.7           | 171.1           | 219.5           | 160.1           | 157.2           | 108.4           | 62.2            | 1,767.2         |
| 출처: 일본 기상청 (평년값: 1991년~2020년, 극값: 1978년~현재) |                 |                 |                 |                 |                 |                 |                 |                 |                 |                 |                 |                 |                 |